# Sulzer
Sulzer AG (нем. Sulzer Aktiengesellschaft, произносится «Зульцер») — международный концерн, специализирующийся на производстве и сервисном обслуживании промышленных машин и оборудования, технологий обработки поверхностей и вращающегося оборудования. Штаб-квартира находится в Винтертуре, Швейцария.

## Собственники и руководство
В 2007 году 31,4 % процентов акции были куплены компанией «Ренова» Виктора Вексельберга, в 2015 доля была увеличена до 62,86 %.
В апреле 2018 года компания «Ренова», подпавшая под санкции США, заключила сделку, в результате которой снизила свою долю компании Sulzer ниже контрольной — до 48,83 %. Акции выкуплены самой же компанией Sulzer.

## Организационная структура
Sulzer является глобальной промышленной корпорацией. Она состоит из четырех основных подразделений:
- Pumps Equipment — разрабатывает и поставляет центробежные насосы и сопутствующее оборудование для нефтегазодобывающей и перерабатывающей, энергетической, химической и целлюлозно-бумажной, пищевой промышленности, а также для водоснабжения, водоотведения и очистки сточных вод.
- Sulzer Chemtech — оборудование и решения для процессов разделения — ректификации, абсорбции, экстракции, кристаллизации, пленочного испарения, полимеризации, мембранных процессов, а также перемешивания и диспергирования.
- Rotating Equipment Services — ремонт и техническое обслуживание вращающегося оборудования: турбин, генераторов и двигателей для нефтегазодобывающей и перерабатывающей, энергетической, транспортной, горнодобывающей промышленности и других промышленных рынков.
- Applicator Systems — подразделение, предлагающее решения для рынков промышленных клеев, стоматологических, медицинских и косметических направлений. Создано в 2017 году.

## История компании
Первый цех латунного литья был открыт Саломоном Зульцер в Винтертуре в 1775 году.
- 1834 год — Якоб Зульцер-Нойферт с сыновьями Иоганном Якобом Зульцером и Саломоном Зульцером учреждают «Чугунолитейный завод Sulzer»
- 1857 год — начато производство центробежных насосов
- 1860 год — первое торговое представительство открыто в Турине, Италия. В течение последующих лет открываются торговые представительства в Милане, Париже, Каире, Лондоне, Москве, Бухаресте и, в 1914 году, в Кобе (Япония).
- 1880 год — начинает производство холодильных установок.
- 1881 год — открыто новое производство в Людвигсхафене-на-Рейне (Германия).
- 1909 год — начато производство компрессоров.
- 1914 год — семейный бизнес преобразован в три акционерных компании, одна из которых являлась холдинговой.
- 1946 год — образовано подразделение "Sulzer Chemtech".
- 1961 год — приобретена компания Swiss Locomotive and Machine Factory (SLM).
- 1982 год — приобретен завод Ruti, производящий ткацкое оборудование.
- 1990 год — производство дизельных двигателей продано новой компании New Sulzer Diesel, в которой корпорация Sulzer имеет лишь незначительную долю.
- 2000 год — приобретено подразделение по производству насосов Ahlstrom Pumps (Финляндия).
- 2000 год — образовано подразделение по ремонту и техническому обслуживанию вращающегося оборудования — Rotating Equipment Services
- 2006 год — компания продает насосный завод Paco компании Grundfos.
- 2011 год — покупка компании Cardo Flow — производителя канализационных насосов ABS Group и оборудования для очистных сооружений.
- 2014 год — подразделение Sulzer Metco, занимавшееся технологиями обработки поверхностей продано компании Oerlikon (Германия).
- 2016 год — подразделение Rotating Equipment Services компании Sulzer получает контроль над газотурбинным бизнесом промышленного холдинга АО «РОТЕК».
- 2017 год — приобретение производителя промышленных насосов Ensival Moret (Франция, Бельгия).
- 2017 год — образовано подразделение Applicator Systems, предоставляющее решения для рынка клеев, красоты, стоматологической отрасли и здравоохранения.
- 2018 год — приобретение производителя промышленных измельчителей отходов и устройств механической очистки JWC Environmental (США).
- 2018 год — приобретение производителя средств для лечения тканей, восстановления костей, челюстно-лицевой хирургии и введения лекарств Medmix Systems AG (Швейцария).
- 2019 год — приобретение производителя газотурбинного оборудования Alba Power, базирующейся в Абердиншире, Великобритания.
- 2019 год — приобретение производителя технологических решений, химикатов и катализаторов для рынков химической, нефтехимической, нефтеперерабатывающей и газоперерабатывающей промышленности GTC Technology US, LLC (США).